# Galpão Crioulo
Galpão Crioulo é um programa de televisão brasileiro exibido pela RBS TV, no Rio Grande do Sul, afiliada da Rede Globo. É exibido desde 1982 e foi apresentado inicialmente por Nico Fagundes. Atualmente é apresentado por Neto Fagundes , cantores nativistas. O programa apresenta aspectos da cultura gaúcha, mas sobretudo a música regional do Rio Grande do Sul.
Mais de 3 000 cantores e grupos musicais de expressão do estado já passaram pelo programa, entre eles Teixeirinha, César Passarinho, Gaúcho da Fronteira, Gildo de Freitas, Kleiton & Kledir, Leopoldo Rassier, Os Serranos, bem como artistas da chamada Tchê Music como Tchê Guri, Tche Garotos, entre outros.

## História
O programa foi ao ar pela primeira vez em 1982, nas manhãs de domingo, das 9h às 11h. Com o passar dos anos, várias mudanças foram acontecendo na grade da Rede Globo, e o programa foi movido para as tardes de sábado, e posteriormente para as manhãs de domingo, às 6h30. Desde a sua criação, o programa era apresentado por Nico Fagundes. Em 2000, o programa foi brevemente apresentado pelo sobrinho de Nico, Neto Fagundes, após ele ter sofrido um AVC. Ainda no mesmo ano, ambos passaram a apresentar juntos o programa.
Durante as comemorações de 30 anos do programa, o Galpão Crioulo teve uma edição especial gravada durante a Festa Nacional do Chimarrão na cidade de Venâncio Aires, dividas entre três partes exibidas nos dias 13, 20 e 27 de maio de 2012. Estas edições foram as últimas sob a apresentação de Nico Fagundes, que após 30 anos deixava a apresentação do programa para Neto Fagundes.
Em 2 de agosto de 2012, durante a Expointer, Neto Fagundes passou a apresentar o Galpão Crioulo ao lado de Shana Müller, primeira mulher a apresentar o programa.
Em 22 de abril de 2018, o Galpão Crioulo, assim como o Campo e Lavoura, deixa de ser exibido pela NSC TV, emissora que substituiu a RBS TV em Santa Catarina. Ao mesmo tempo, o programa ganhou um novo formato e foi unificado com o Campo e Lavoura, passando a abranger as pautas do agronegócio que eram tratadas pelo antigo programa após sua extinção, além da estreia de novos quadros. Léo Saballa Jr., Simone Lazzari e Gisele Loeblein também passaram a integrar a equipe do Galpão Crioulo, juntamente com os apresentadores Neto Fagundes e Shana Müller.
Em 18 de janeiro de 2020, o Galpão Crioulo passou a ser veiculado aos sábados de manhã de 8h às 9h, em parte devido ao fim do programa Como Será? da TV Globo. Em março, pela questão da pandemia do novo coronavírus o programa ganhou um novo horário, aos sábados das 6h50 às 7h50, e nos domingos com o quadro de recordação de programas antigos das 6h às 7h20.
Com as mudanças na programação do fim de semana na TV Globo, o programa mudou de visual, de tempo de exibição e de horário. Sendo assim, o programa, desde 1º de fevereiro de 2025 é exibido às 8h30, logo após o  Pequenas Empresas & Grandes Negócios, com apenas 30min de exibição, passando o bastão ao É de Casa, que começa às 9h. Já aos domingos, é cortado os trechos das reprises de programas antigos, começando às 7h35min depois da reprise do Globo Repórter e finalizando às 8h05min, quando começa o  Auto Esporte, exibindo apenas o programa de sábado.

## Prêmios e indicações

### Prêmio Açorianos
| Ano  | Categoria       | Indicação                      | Resultado |
| ---- | --------------- | ------------------------------ | --------- |
| 2011 | Menção Especial | Galpão Crioulo (pelos 30 anos) | Venceu    |